# Louise Bégin
Louise Bégin, née le 24 janvier 1955 à Lac-Etchemin, est une femme politique québécoise.

## Biographie
Née à Lac-Etchemin le 4 janvier 1955, elle fait des études de droit à l'Université Laval. Après son admission au Barreau en 1979, elle travaille en tant qu'avocate et conseillère juridique pour la compagnie Sogetel. Entre 1983 et 1985, elle est directrice de l'Association des compagnies de téléphone du Québec. Elle est élue députée libérale du comté de Bellechasse en 1985, poste qu'elle occupe jusqu'en 1994, avant de revenir à la pratique du droit. Elle fut la deuxième femme à être nommée vice-présidente de l'Assemblée nationale du Québec, la première étant  Louise Cuerrier (en). Elle est récipiendaire, en 2005, de la Médaille de l'Assemblée nationale.